# درخشان‌ماهی پهلوسرخ
درخشان‌ماهی پهلوسرخ (نام علمی: Richardsonius balteatus) یک گونه از کپورماهیان است که در غرب ایالات متحده و کانادا یافت می‌شود.